# Antoine Scrive-Labbe
Antoine Scrive-Labbe (2 octobre 1789 à Lille - 24 février 1864 à Lille) est un industriel lillois, travaillant dans le domaine du textile.

## Biographie
Après la Révolution, la France accuse un sérieux retard sur sa voisine, fer de lance de la révolution industrielle, l'Angleterre. Les filatures anglaises sont alors à la pointe de la technologie et la compétition industrielle est telle que la peine de mort attend ceux qui espionnent, tentent de sortir des pièces détachées ou des croquis du royaume. Antoine Scrive-Labbe fait son premier voyage en Angleterre en 1815 puis retourne outre-Manche en 1821, cette fois en maquillant son identité, dans le but d'être embauché comme ouvrier. Il ramène quelques pièces importantes de son voyage et réitère l'opération quelques années plus tard. Ses actes d'espionnage lui valent la reconnaissance de la nation et la Légion d'honneur.
Antoine Scrive-Labbe crée son entreprise en 1821, localisée rue du Lombard (Lille). Il sauve l'industrie textile lilloise de la concurrence anglaise par l'introduction de la mécanisation dans la fabrication des cardes, puis en 1835 il réintroduit en France la machine à filer le lin inventée par Philippe de Girard. 
Citons également son rôle dans la création de la Société civile des mines de Lens, dont sa famille fut un temps l'un des actionnaires majoritaires (la fosse no 5 des mines lensoises portait le nom d'Antoine Scrive-Labbe) ou encore le rôle qu'elle tint dans l'administration du Crédit du Nord. 
Il laisse en 1864 une florissante entreprise d'un demi-millier d'employés : la manufacture de cardes Scrive. 
Il est l'un des soutiens de l'École des arts industriels et des mines (École centrale de Lille).